# Mạch chỉnh lưu
Mạch chỉnh lưu là một mạch điện điện tử chứa các linh kiện điện tử có tác dụng biến đổi dòng điện xoay chiều thành dòng điện một chiều. Mạch chỉnh lưu được dùng trong các bộ nguồn một chiều hoặc mạch tách sóng tín hiệu vô tuyến trong các thiết bị vô tuyến. Trong mạch chỉnh lưu thường chứa các diode bán dẫn để điều khiển dòng điện và các đèn chỉnh lưu thủy ngân hoặc các linh kiện khác.
Khi chỉ dùng một diode đơn lẻ để chỉnh lưu dòng điện xoay chiều, bằng cách khóa không cho phần dương hoặc phần âm của dạng sóng đi qua mạch điện, thì mạch chỉnh lưu được gọi là chỉnh lưu nửa chu kỳ hay chỉnh lưu nửa sóng. Trong các bộ nguồn một chiều người ta hay sử dụng các mạch chỉnh lưu nhiều diode (2 hoặc 4 diode) với các cách sắp xếp khác nhau để có thể biến đổi từ xoay chiều thành một chiều bằng phẳng hơn trường hợp sử dụng một diode riêng lẻ. Trước khi các diode bán dẫn phát triển, người ta còn dùng các mạch chỉnh lưu sử dụng đèn điện từ chân không, đèn chỉnh lưu thủy ngân, các dãy bán dẫn đa tinh thể seleni.
Các máy thu thanh vô tuyến đầu tiên, người ta gọi là các máy tinh thể, dùng một sợi "râu mèo" hoặc một kim nhọn tiếp xúc nhẹ vào một điểm trên một khối tinh thể galena (sunphát chì) để tạo ra một diode tiếp điểm, hoặc một bộ tách sóng tinh thể. Trong hệ thống sấy đốt khí, các bộ phát hiện lửa có thể dùng. Hai điện cực trong một vỏ bọc kín có thể sản sinh ra dòng điện và có thể chỉnh lưu được một dòng điện xoay chiều, nhưng chỉ khi chúng nhìn thấy ngọn lửa.

## Mạch chỉnh lưu nửa sóng
Một mạch chỉnh lưu nửa sóng chỉ một trong nửa chu kỳ dương hoặc âm có thể dễ dàng đi ngang qua diode, trong khi nửa kia sẽ bị khóa, tùy thuộc vào chiều lắp đặt của diode. Vì chỉ có một nửa chu kỳ được chỉnh lưu, nên mạch chỉnh lưu nửa sóng có hiệu suất truyền công suất rất thấp. Mạch chỉnh lưu nửa sóng có thể lắp bằng chỉ một diode bán dẫn trong các mạch nguồn một pha.

## Chỉnh lưu toàn sóng
Mạch chỉnh lưu toàn sóng biến đổi cả hai thành phần cực tính của dạng sóng đầu vào thành một chiều. Do đó nó có hiệu suất cao hơn. Tuy nhiên trong mạch điện không có điểm giữa của biến áp người ta sẽ cần đến 4 diode thay vì một như trong mạch chỉnh lưu nửa sóng. Điều này có nghĩa là đầu cực của điện áp ra sẽ cần đến 2 diode để chỉnh lưu, thí dụ như 1 cho trường hợp điểm X dương, và 1 cho trường hợp điểm X âm. Đầu ra còn lại  cũng cần chính xác như thế, kết quả là phải cần đến 4 diode. Các diode dùng cho kiểu nối này gọi là cầu chỉnh lưu.
Bộ chỉnh lưu toàn sóng biến đổi cả hai nửa chu kỳ thành một điện áp đầu ra có một chiều duy nhất: dương (hoặc âm) vì nó chuyển hướng đi của dòng điện của nửa chu kỳ âm (hoặc dương) của dạng sóng xoay chiều. Nửa còn lại sẽ kết hợp với nửa kia thành một điện áp chỉnh lưu hoàn chỉnh.
Đối với nguồn xoay chiều một pha, nếu dùng biến áp có điểm giữa, chỉ cần 2 diode nối đấu lưng với nhau (nghĩa là anode-với-anode hoặc cathode-với-cathode) có thể thành một mạch chỉnh lưu toàn sóng.

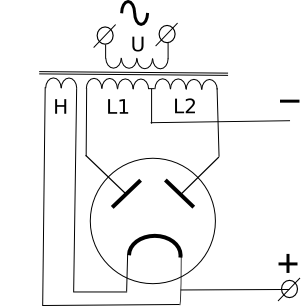
Chỉnh lưu toàn sóng dùng đèn chân không 2 anode.

Một mạch chỉnh lưu dùng đèn chân không thông dụng sử dụng một đèn có 1 cathode và 2 anode trong cùng một vỏ bọc; Trong trường hợp này, 2 diode chỉ cần một bóng chân không. Các đèn 5U4 và 5Y3 là những thí dụ thông dụng nhất cho kiểu mạch này.

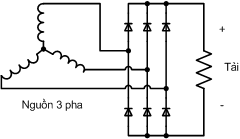
Chỉnh lưu ba pha cầu.

Mạch điện ba pha cần đến 6 diode. Thông thường cần 3 cặp, nhưng không phải cùng loại với diode đôi sử dụng trong chỉnh lưu một pha toàn sóng. Thay vào đó người ta dùng cặp diode nối tiếp với nhau (cathode nối với anode). Thường thì các diode đôi sẽ được bố trí ra 4 chân, để có thể tùy ý đấu nối cho mạch chỉnh lưu toàn sóng một pha, hay mạch cầu một pha và ba pha.

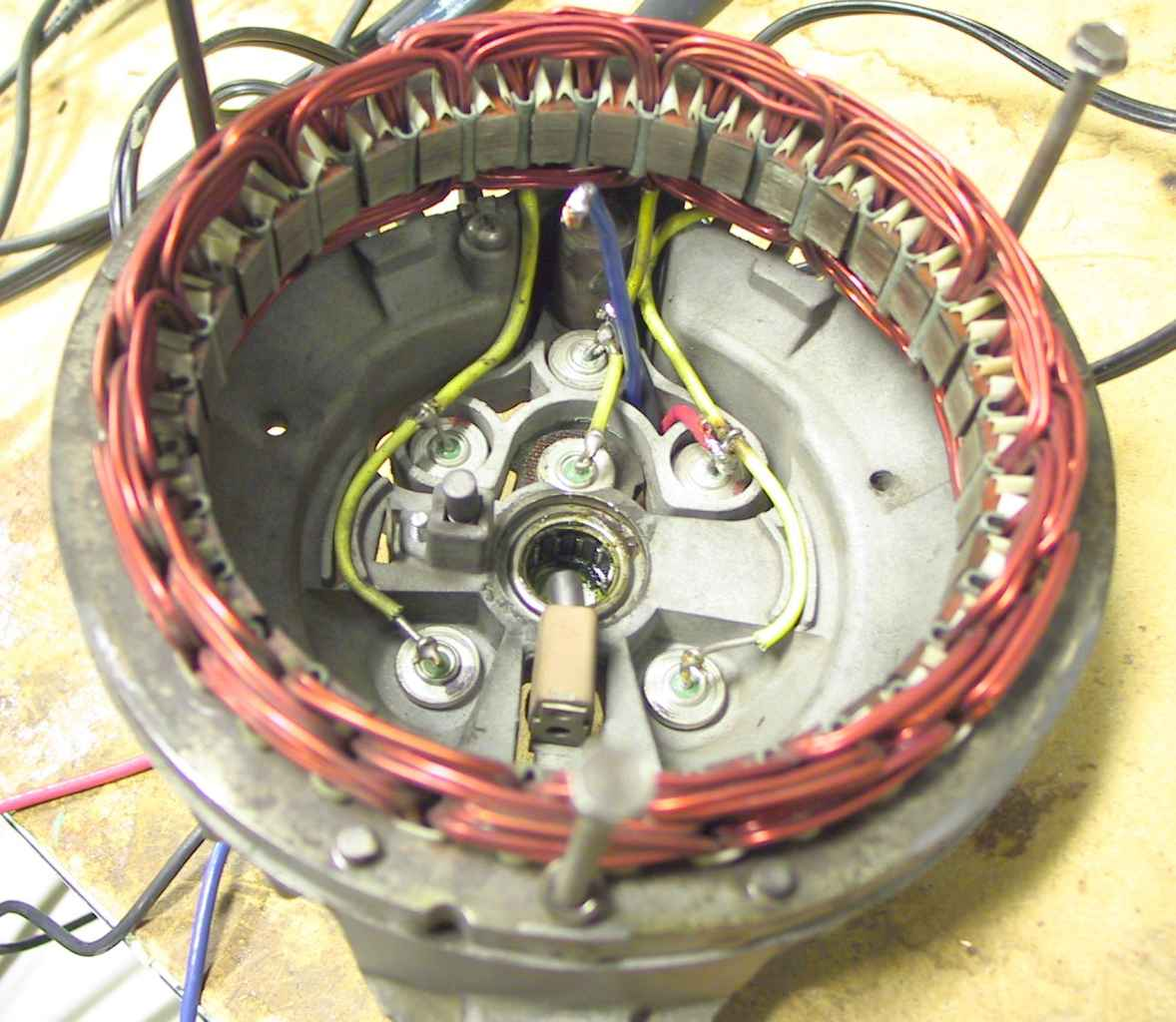
Máy phát điện trên xe ô tô sau khi tháo ra, cho thấy cầu chỉnh lưu toàn sóng ba pha.

Hầu thết các thiết bị phát sinh ra dòng điện xoay chiều (như máy phát điện xoay chiều) đều phát ra điện ba pha. Máy phát điện trên xe ô tô có 6 diode lắp kiểu chỉnh lưu cầu ba pha để chỉnh lưu thành dòng điện một chiều, nạp điện cho bình ắc quy.

## Thất thoát đỉnh sóng
Khuyết điểm của các mạch chỉnh lưu là thất thoát từ đỉnh sóng đầu vào đến đỉnh sóng đầu ra, gây ra bởi điện áp ngưỡng của diode. Điện áp này xấp xỉ 0,7 vôn đối với diode thường, và 0,1 vôn đối với diode Schottky. Các mạch chỉnh lưu nửa sóng, cả mạch chỉnh lưu toàn sóng có 2 cuộn dây, sẽ có thất thoát đỉnh sóng bằng điện áp rơi trên một diode. Các mạch chỉnh lưu cầu sẽ có điện áp thất thoát bằng điện áp rơi trên 2 diode. Điều này có thể thấy thất thoát này sẽ đáng kể đối với những mạch có điện áp cung cấp rất bé. Hơn nữa, vì các diode không thể dẫn khi điện áp dưới điện áp này, mạch chỉ có thể cho dòng điện đi qua trong một phần của nửa chu kỳ. Vì thế sẽ có một phần nhỏ điện áp bằng 0 xuất hiện xen kẽ với các đoạn có điện áp.

## San bằng điện áp ra của mạch chỉnh lưu
Cả hai mạch chỉnh lưu nửa sóng và toàn sóng đều có nhược điểm là nó thay đổi theo dạng của sóng đầu vào, mà không cung cấp điện áp không đổi. Để tạo ra một dạng điện áp một chiều đều đặn từ ngõ ra của bộ chỉnh lưu, cần phải có một mạch "san bằng", còn gọi là mạch lọc. Mạch lọc đơn giản nhất dùng một tụ tích điện, hay tụ lọc hoặc tụ san bằng đặt vào đầu ra của mạch chỉnh lưu. Mạch này vẫn còn lưu lại một ít thành phần điện áp xoay chiều (gợn sóng) vì điện áp không hoàn toàn bằng phẳng.
Kích thước của tụ điện thể hiện tính kinh tế. Đối với một tải cho sẵn, tụ điện càng lớn càng làm giảm độ gợn sóng, nhưng lại làm tăng giá thành, và làm tăng dòng điện đỉnh trên thứ cấp của cuộn dây thứ cấp máy biến áp và mạch cấp nguồn cho nó. Trong những trường hợp đặc biệt, nhiều bộ chỉnh lưu nối vào điểm phân phối nguồn, sẽ gây khó khăn cho sự bảo đảm dạng hình sin của điện áp.
Với một hệ số gợn sóng cho trước, độ lớn của tụ lọc sẽ tỷ lệ với dòng điện tải, tỷ lệ nghịch với tần số chỉnh lưu, và số lượng các đỉnh của dạng sóng trong mỗi chu kỳ. Dòng điện tải và tần số nguồn cấp thường ngoài tầm kiểm soát của người thiết kế mạch chỉnh lưu nhưng số lượng đỉnh trong mỗi chu kỳ lại có thể điều khiển được bằng cách chọn sơ đồ chỉnh lưu thích hợp.
Mạch chỉnh lưu bán sóng cho 1 điện áp đỉnh trên mỗi chu kỳ, vì thế thường chỉ sử dụng cho các ứng dụng có dòng điện nhỏ. Mạch chỉnh lưu toàn sóng một pha cho 2 đỉnh trên mỗi chu kỳ, và đây là cách tốt nhất cho mạch chỉnh lưu một pha. Đối với chỉnh lưu ba pha, có đến 6 đỉnh trên mỗi chu kỳ và có thể cao hơn nếu ta sử dụng các biến áp thích hợp trước bộ chỉnh lưu nhằm tăng số pha lên.

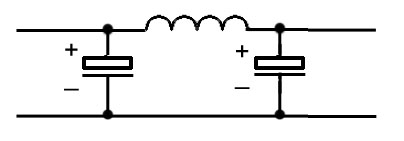
Mạch lọc nguồn dùng tụ hóa và cuộn cảm

Để làm giảm độ gợn sóng hơn nữa, người ta dùng một bộ lọc gồm tụ hóa có điện dung lớn và cuộn cảm có từ dung lớn, mắc kiểu chữ N.
Tuy nhiên, để đơn giản có thể chỉ cần một tụ lọc.
Nếu dòng điện tải phụ thuộc nhiều vào mức độ gợn sóng của nguồn, có thể dùng một bộ ổn áp thay cho các tụ lọc cỡ lớn. Cả hai đều để giảm độ gợn sóng và để ngăn chặn sự thay đổi của điện áp ra theo điện áp nguồn và theo dòng tải.

## Bộ chỉnh lưu tăng đôi điện áp
Một mạch chỉnh lưu nửa sóng đơn giản có thể lắp ráp theo 2 kiểu với cực tính của 2 diode đối kháng nhau một kiểu nói cho ra điện áp dương, và một kiểu nối cho ra điện áp âm. Nếu kết hợp cả hai kiểu này cùng với hai bộ lọc san bằng độc lập, có thể đạt được điện áp ra xấp xỉ bằng 2 lần điện áp đỉnh của mạch xoay chiều. Điều này cũng có thể có được bằng cách nối biến áp có điểm giữa cho phép mỗi mạch điện là một mạch cấp nguồn riêng.
Một biến thể khác của mạch này là dùng các tụ điện nối tiếp nhau để làm mạch san bằng dòng ngõ ra của cầu chỉnh lưu. Sau đó đặt một khóa chuyển mạch từ điểm giữa của hai tụ điện đến một trong các đầu AC ngõ vào. Khi khóa này mở, mạch hoạt động như một mạch chỉnh lưu cầu bình thường. Nhưng khi đóng khóa, nó sẽ hoạt động như một mạch nhân đôi điện áp. Nói cách khác, có thể tạo ra điện áp một chiều khoảng 320V một cách dễ dàng từ bất kỳ nguồn nào để cấp cho các mạch ổn áp kiểu đóng cắt.

## Ứng dụng

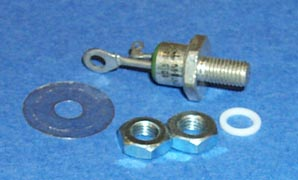
Một diode chỉnh lưu và các phụ kiện giải nhiệt.

Ứng dụng cơ bản nhất của mạch chỉnh lưu là trích xuất thành phần điện một chiều hữu dụng từ nguồn xoay chiều. Thực ra hầu hết các ứng dụng điện tử sử dụng nguồn điện một chiều, nhưng nguồn cung cấp lại là dòng điện xoay chiều. Vì thế các mạch chỉnh lưu được sử dụng bên trong mạch cấp nguồn của hầu hết các thiết bị điện tử.
Mạch biến đổi điện một chiều từ điện áp này sang điện áp khác sẽ phức tạp hơn. Một trong những phương pháp đổi từ điện một chiều ở điện áp này sang điện một chiều ở điện áp khác là: đầu tiên chuyển từ một chiều thành xoay chiều, (dùng một mạch nghịch lưu) sau đó đưa qua máy biến áp để thay đổi điện áp, và cuối cùng là chỉnh lưu lại thành điện một chiều.

Điện áp ra của một mạch chỉnh lưu toàn sóng với các thyristor được điều khiển.

Các mạch chỉnh lưu cũng được ứng dụng trong mạch tách sóng các tín hiệu vô tuyến điều biến biên độ. Tín hiệu có thể cần hoặc không cần khuếch đại trước khi tách sóng. Nếu tín hiệu nhỏ quá, phải sử dụng các diode có điện áp rơi rất thấp. Trong trường hợp này các tụ và điện trở tải phải lựa chọn cẩn thận cho phù hợp. Trị số tụ điện thấp quá sẽ làm cho sóng cao tần lọt sang đầu ra. Chọn cao quá, nó có thể nạp đầy và giữ nguyên điện áp đã được nạp. 
Các mạch chỉnh lưu cũng được sử dụng để cấp điện có cực tính cho máy hàn điện. Các mạch như thế này đôi khi thay thế các diode trong cầu chỉnh lưu bằng các Thyristor. Các mạch này sẽ có điện áp ra phụ thuộc vào góc kích mồi.

## Chỉnh lưu công suất cao
Các đèn chân không, các dãy chỉnh lưu ô - xít kim loại và các diode bán dẫn thích hợp cho dài ứng dụng từ cỡ miliampere đến hàng nghìn ampere trong mỗi linh kiện đơn lẻ.
Một vài giải pháp cơ điện hấp dẫn đã được đề nghị và sử dụng trước khi phát minh ra các linh kiện điện tử này. Thí dụ như bộ biến đổi từ điện xoay chiều thành một chiều trong các tàu hỏa, người ta có thể dùng bộ chỉnh lưu đồng bộ. Nó gồm có một động cơ đồng bộ kéo một dãy các điện tải nặng. Động cơ này sẽ phải quay đồng thời gian với tần số điện xoay chiều, và làm chuyển mạch các tiếp điểm ngay khi dòng điện hình sin giảm xuống đến 0. Các tiếp điểm không phải chuyển mạch ở dòng cao, nhưng phải bảo đảm phải chịu đựng được dòng tải lớn khi đang đóng để cung cấp nguồn cho các động cơ kéo đầu máy. Ngày trước, những bộ rung sử dụng cho các mạch cấp nguồn một chiều điện áp cao từ bình ắc quy thường bao gồm một bộ tiếp điểm thứ hai để thực hiện chỉnh lưu đồng bộ ở phía điện áp cao.
Trong những năm gần đây, người ta thiết kế những bộ chỉnh lưu đồng bộ sử dụng các tranzito MOSFET, nó có thể chỉnh lưu với điện áp thuận rất thấp và có những ưu điểm khác để trở thành các bộ chuyển mạch với tốc độ rất cao. Các bộ chỉnh lưu đồng bộ bán dẫn hiện nay được sử dụng rộng rãi trong các khối cấp nguồn sử dụng điện áp rất thấp, khi mà điện áp rơi trên linh kiện chỉnh lưu có thể có thể gây nên những nhiễu loạng không chấp nhận được trên điện áp ra.
Một số dạng chỉnh lưu khác được sử dụng trong truyền dẫn dòng điện một chiều điện áp cao, và các ứng dụng công nghiệp khác trong những năm 1909 đến 1975 sử dụng những bộ đèn chỉnh lưu thủy ngân còn gọi là các đèn van hồ quang thủy ngân. Linh kiện này có thể đặt trong một bóng thủy tinh hay ống kim loại.Một điện cực, cathode, được ngập trong bầu thủy ngân ở dưới đáy đèn. Có một hay nhiều thanh than chì độ tinh khiết cao gọi là anode được lắp phía trên bầu. Có thể có một số điện cực phụ để mồi và duy trì dòng hồ quang. Khi có hồ quang giữa bầu thủy ngân và điện cực than, sẽ có một dòng âm điện tử chảy Cathode đến anode do hơi thủy ngân bị ion hóa, nhưng không thể theo chiều ngược lại. Linh kiện này có thể dùng ở công suất đến hàng trăm kilo watt và có thể dùng để chỉnh lưu nguồn xoay chiều sáu pha.Các đèn chỉnh lưu thủy ngân sau này đã được thay thế bằng các diode bán dẫn kể từ những năm giữa của thập niên 70. Các đèn công suất lớn nổi tiếng được lắp đặt ở các dự án truyền dẫn điện áp cao một chiều Manitoba Hydro Nelson River Bipole với định mức đến hàng triệu kilowatt và 450.000 vôn.
Một dạng chỉnh lưu thứ ba, một bộ Động cơ - máy phát điện hoặc một bộ biến đổi quay, không phải là một bộ bộ chỉnh lưu theo đúng nghĩa. Ở đây một động cơ xoay chiều được kết nới cơ học với một máy phát điện một chiều. Máy phát điện một chiều sẽ tạo ra trong cuộn dây của nó dòng điện xoay chiều nhiều pha. Một bộ cổ góp chuyển mạch và biến đổi dòng điện xoay chiều này thành một chiều đầu ra, hoặc một máy phát đơn cực, cho ra trực tiếp dòng điện xoay chiều mà không cần đến cổ góp. Các bộ này có thể cho ra đến hàng nghìn ampere với điện áp từ hàng chục đến hàng trăm volt.

## Các bằng sáng chế
- Bằng sáng chế Hoa Kỳ số 1.640.335 — Copper oxide rectifiers (L.O. Grondahl [awardee] and P.H. Geiger developed this device; 1927)